# 철의 여인 (영화)
《철의 여인》(영어: The Iron Lady)은 2011년에 개봉한 20세기 영국에서 가장 오랫동안 총리로 재임했던 마거릿 대처의 일생을 다룬 영국의 영화이다.
대처역에 메릴 스트립, 어린 시절의 대처 역엔 알렉산드라 로치, 남편 데니스 대처역에 짐 브로드벤트, 대처와 함께 가장 오랫동안 일한 내각 구성원이자 부총리였던 제프리 하우역은 앤서니 헤드가 맡았다. 메릴 스트립의 연기가 호평을 받으며 아카데미 여우주연상을 받았다.

## 줄거리
이야기는 치매를 겪으며 죽은 남편 데니스 대처가 유령으로 보이는 대처의 현재 모습으로 시작된다. 일련의 회상 장면에서 관객은 그랜섬에 있는 가족 식료품점에서 일하며 자신이 숭배했던 아버지의 정치적 연설을 듣는 젊은 마거릿 로버츠를 보게 된다 –  또한 그녀가 주부였던 어머니와 관계가 좋지 않았음이 암시된다.
그녀는 옥스퍼드 대학교의 솜빌 칼리지에 입학했으며, 화학보다 정치에 대한 관심을 드러내고, 속물적이고 남성 중심적인 보수당에 진출하여 영국 하원에서 의석을 찾으려는 젊은 중산층 하층 여성으로서의 투쟁이 그려진다. 그녀는 부유한 사업가 데니스 대처를 만나 그의 웅변에 감명을 받고 청혼한다. 그녀는 그를 받아들이지만, 그의 옆에서 예쁘게 보이고 단순한 주부이자 어머니가 되는 것으로는 만족하지 않을 것이라고 말한다. "저는 찻잔을 닦으며 죽고 싶지 않아요."
영국 하원의원으로서, 그리고 에드워드 히스 내각의 교육부 장관으로서 적응하기 위한 그녀의 고군분투, 에어리 니브와의 우정, 보수당 대표 출마 결정, 음성 코칭과 이미지 변화를 포함한 그녀의 최종 승리 또한 보여진다.
추가적인 회상 장면은 1979년 총선에서 승리한 후 영국 총리로서의 그녀의 재임 기간 동안의 역사적 사건들을 살펴본다. 여기에는 그녀의 통화주의 정책과 관련된 실업률 증가와 빡빡한 1981년 예산(내각의 "습파" 의원들인 이언 길모어, 프랜시스 핌, 마이클 헤슬틴, 짐 프라이어의 불만에도 불구하고), 1981년 브릭스턴 폭동, 1984~1985년 영국 광부 파업, 그리고 1984년 보수당 전당대회 중 그랜드 브라이턴 호텔에 대한 브라이턴 폭탄 테러가 포함된다. 이 때 그녀와 남편은 거의 죽을 뻔했다. 또한 시간 순서가 약간 뒤섞여서, 1982년 아르헨티나 침공 이후 포클랜드 제도 탈환 결정, ARA 제네랄 벨그라노의 침몰과 영국의 후속 승리, 그녀의 우정과 미국 대통령 로널드 레이건이 그녀가 세계적 인물로 부상하는 데 도움을 준 것, 그리고 1980년대 후반의 경제 호황도 보여진다.
1990년, 대처는 오만하지만 노쇠한 인물로 나타난다. 그녀는 내각에 공격적으로 불평하며, 인두세가 불공평하다는 사실을 받아들이려 하지 않고, 심지어 폭동을 일으키고 있음에도 불구하고 유럽 통합에 맹렬히 반대한다. 그녀의 부총리인 제프리 하우는 내각 회의에서 그녀가 그를 모욕한 후 사임한다. 헤슬틴은 당 대표직에 도전하고, 내각 동료들의 지지를 잃은 그녀는 11년 만에 총리직에서 물러날 수밖에 없게 된다. 눈물을 글썽이는 대처는 다우닝가 10번지를 총리로서 마지막으로 떠나며 데니스가 그녀를 위로한다. 그녀는 거의 20년이 지난 후에도 여전히 그 일에 대해 낙담하는 모습이 보여진다.
결국 대처는 죽은 남편의 물건을 정리하며 그에게 이제 떠날 시간이라고 말한다. 데니스의 유령은 그녀가 그를 잃을 준비가 되지 않았다고 울부짖자 떠난다. 이에 그는 "혼자서도 잘 지낼 거야... 항상 그래왔잖아"라고 답한 뒤 영원히 사라진다. 마침내 슬픔을 극복한 그녀는 부엌에서 혼자 만족스럽게 찻잔을 씻는다.

## 등장 인물
- 메릴 스트립 - 대처
- 짐 브로드벤트 - 데니스

## 한국판 성우진(KBS)
- 이선영 - 마거릿 대처(메릴 스트립)
- 이장원 - 데니스 대처(짐 브로드벤트)
- 김규식 - 의장(리처드 심스) / 대처의 측근(클리포드 로즈)
- 이봉준 - 에어리 니브(니콜라스 파렐)
- 차명화 - 캐롤 대처(올리비아 콜먼) / 베아트리스 로버츠(엠마 듀허스트)
- 서문석 - 고든 리스(로저 앨럼)
- 이재용 - 알프레드 로버츠(이안 글렌)
- 김소형 - 마이클 풋(마이클 페닝턴) / 의사(마이클 말로니)
- 이선 - 젊은 마거릿(알렉산드라 로치)
- 사성웅 - 존 노트(엔거스 라이트) / 의원(데이비드 웨스트헤드)
- 위훈 - 제프리 하우(앤서니 헤드)
- 박영재 - 젊은 데니스(해리 로이드) / 마이클 헤셀틴(리처드 E. 그랜트)
- 오인실 - 준(수잔 브라운)
- 안소이 - 수지(피비 월러브리지)

## 같이 보기
- 2011년 영화